# Riesi
Riesi là một đô thị ở tỉnh Caltanissetta ở vùng Sicilia, có vị trí cách khoảng 110 km về phía đông nam của Palermo và khoảng 20 km về phía nam của Caltanissetta. Tại thời điểm ngày 31 tháng 12 năm 2004, đô thị này có dân số 11.678 người và diện tích là 66,6 km2.
Riesi giáp các đô thị: Barrafranca, Butera, Mazzarino, Pietraperzia, Ravanusa, Sommatino.